# Pardosa orealis
Pardosa orealis là một loài nhện trong họ Lycosidae.
Loài này thuộc chi Pardosa. Pardosa orealis được Jan Buchar miêu tả năm 1984.